# Criorhina formosana
Criorhina formosana är en tvåvingeart som beskrevs av Tokuichi Shiraki 1930. Criorhina formosana ingår i släktet pälsblomflugor, och familjen blomflugor.
Artens utbredningsområde är Taiwan. Inga underarter finns listade i Catalogue of Life.